# APOP Kinyras Peyias
APOP Kinyras Peyias (gr. Αθλητικός Ποδοσφαιρικός Ομιλος Πέγειας Κινύρας) klub piłkarski z Cypru.
Klub został założony w 2003 roku, w sezonie 2003/2004 awansował do II ligi cypryjskiej w piłce nożnej, w sezonie 2006/2007 awansował z II ligi cypryjskiej w piłce nożnej do A’ Kategorias. W sezonie 2010/2011 klub zanotował spadek na drugi poziom ligowy do B’ Kategorias.

## Skład 2010/2011
| Nr | Poz. | Piłkarz              |
| -- | ---- | -------------------- |
| 1  | BR   | Damián Frascarelli   |
| 2  | PO   | Imoro Lukman         |
| 3  | OB   | Mohamed Coly         |
| 4  | OB   | Miguel Ângelo        |
| 5  | OB   | Gora Tall            |
| 7  | PO   | Yehiel Tzagai        |
| 8  | PO   | Kevin Van Dessel     |
| 9  | NA   | Janis Sotiroglu      |
| 11 | PO   | Kyriacos Pavlou      |
| 12 | NA   | Christos Palates     |
| 13 | PO   | Carlos Marques       |
| 17 | OB   | Kelly Berville       |
| 18 | OB   | Constantinos Samaras |
| 19 | PO   | Carmelo              |
| 21 | PO   | Diangi Matusiwa      |
| 22 | PO   | Lazaros Zaggelidis   |

| Nr | Poz. | Piłkarz               |
| -- | ---- | --------------------- |
| 23 | PO   | Sergios Saridis       |
| 24 | PO   | Pavlos Neofytou       |
| 25 | OB   | Charalambos Sofroniou |
| 26 | BR   | Michalis Michael      |
| 27 | PO   | Polis Avgousti        |
| 28 | BR   | Zlatko Zečević        |
| 30 | OB   | Lewis Aniweta         |
| 31 | NA   | Alain Liri            |
| 32 | PO   | Stavros Christodoulou |
| 33 | BR   | Andreas Karseras      |
| 34 | OB   | Charalambos Palas     |
| 44 | OB   | Michalis Agathangelou |
| 55 | OB   | Panayiotis Efstathiou |
| 80 | PO   | Giannis Retsas        |
| 88 | NA   | Alekos Alekou         |
| 91 | PO   | Lambros Fylaktou      |

## Europejskie puchary
Legenda do wszystkich tabel:
- Q – runda eliminacyjna, 1/16, 1/8, 1/4, 1/2 – odpowiednia faza rozgrywek, Grupa – runda grupowa, 1r gr – pierwsza runda grupowa, 2r gr – druga runda grupowa, F – finał, R – runda, PO – play-off
- k. – rzuty karne, los. – losowanie, Dogr. – dogrywka, w. – zasada bramek strzelonych na wyjeździe

| Sezon   | Rozgrywki   | Runda | Przeciwnik   | Dom | Wyjazd | Ogólnie    |
| ------- | ----------- | ----- | ------------ | --- | ------ | ---------- |
| 2009/10 | Liga Europy | 3Q    | Rapid Wiedeń | 2–2 | 1–2    | 3–4, Dogr. |